# Karla Breu
Karla Priscilla Abreu Marrero (Santo Domingo, República Dominicana, 29 de diciembre de 1997), simplemente conocida como Karla Breu, es una cantante y compositora dominicana que reside en México desde 2018. 

## Primeros años
Karla nació en Santo Domingo, República Dominicana el 29 de diciembre de 1997 en el seno de una familia artística; su abuela fue cantante y pintora, sus tías y primas bailarinas, y sus primos músicos. Estudió medicina pero después de un año abandona la carrera y se dedica de lleno a la música.

## Carrera
En 2018 sale de República Dominicana y se traslada a México, país desde donde publica su primer sencillo "Mi amor", meses después publica un EP en donde incluye tres remezclas de dicho sencillo.  A mediados de ese año lanza su segundo sencillo "Cada vez".
En 2019 publica dos sencillos más: "No me arrepiento" y "Vuelve".
El 5 de marzo de 2021 publicó su álbum debut homónimo del cual se desprenden los sencillos "Más", "Te prometo" y "No sé olvidarte", que se mantuvo 9 semanas en la lista de Los 40 México. Los tres sencillos cuentan con su respectivo videoclip. 
En marzo de 2022 se presenta por primera vez en concierto, llevando a cabo la presentación de su álnum completo más los sencillos lanzados en 2018 y 2019 en el Lunario del Auditorio Nacional, en dicho concierto estrenó "Entre tú y yo", el cual tiene una alta rotación en distintas estaciones de radio de México como Amor, Oye, Radio Disney y Joya, estación que la invita a presentarse en el concierto Experiencias Joya en la Arena Ciudad de México en agosto de ese año. 
A finales de 2022 publica el EP "Siempre es Navidad", del cual se desprende el sencillo "Contigo siempre es Navidad", que la coloca nuevamente en la lista de Los 40 durante 6 semanas. 
En mayo de 2023 publica un tercer EP: Acústico, un recopilado de cuatro temas inéditos, uno de ellos en inglés llamado "Falling". Un par de meses después lanza el sencillo "Te quedas o te vas", alcanzando hasta la posición 17 de la lista de Los 40 en las 11 semanas que estuvo dentro.
En febrero de 2024 publica "Tal vez", preámbulo de su segundo álbum de estudio. Le siguen "Tú no vales la pena" que tiene alta rotación radial alcanzando la posición 14 en la lista de Los 40, "Extrañar extrañarte" y "Dime cómo hace" con Phyzh Eye, siendo el primer dueto de su carrera.  Finalmente su segundo álbum "Vaivén" ve la luz el 27 de septiembre de ese año y su lanzamiento vino acompañado de "Aquí voy a estar", cuarto sencillo del disco. Mientras se lanzan los sencillos se presenta en distintos festivales de estaciones de radio, lleva a cabo su segundo show en el Lunario así como una gira de conciertos junto a Juan Solo y Fran.  

## Discografía

### Álbumes de estudio
- Karla Breu (2021)
- Vaivén (2024)

### EP
- Mi amor (Remix) (2018)
- Siempre es Navidad (2022)
- Acústico (2023)

### Sencillos
- Mi amor (2018)
- Cada vez (2018)
- No me arrepiento (2019)
- Vuelve (2019)
- Entre tú y yo (2022)
- Necio corazón (2022)
- Te quedas o te vas (2023)
- Tal vez (2024)
- Tu no vales la pena (2024)
- Extrañar extrañarte (2024)
- Dime cómo hacer (2024)